# Suzuki Magoichi
Suzuki Magoichi (鈴木孫一、鈴木孫市, 1534 (?)-2 mai 1589), plus connu sous le nom de « Saiga Magoichi » ou encore « Saika Magoichi » (雑贺孙 一,雑贺孙市), était le nom donné au chef du Saika-ikki. Il est célèbre pour avoir armé ses troupes d'arquebuses et pour avoir choisi le yatagarasu comme blason de famille.
Trois personnes étaient aussi connues que Saika (Suzuki) Magoichi, dont Suzuki Sadayu (鈴木佐大夫, 1511-1585), de son vrai nom Suzuki Shigeoki (鈴木重意), Suzuki Shigetomo (鈴木重朝, 1561-1623) et Suzuki Shigehide (鈴木重秀, 1546 (?)-1586 (?)). Suzuki Shigehide est sans doute le plus connu des trois, renommé pour avoir soutenu la résistance des Ikkō-ikki contre Nobunaga Oda pendant le siège d'Ishiyama Hongan-ji.
Après la chute de Torii Mototada au cours de la bataille de Sekigahara, on dit qu'il a vécu le reste de ses jours comme rōnin au domaine de Mito.

## Dans la fiction

### Jeux vidéo
- Il apparaît en tant qu'antagoniste dans les jeux video Nioh et Nioh 2.
- Magoichi est un chef de guerre que le joueur doit affronter durant son aventure dans le jeu Pokémon Conquest. Il est, avec Masamune du Royaume Avia.